# Scott Durant
Scott David Durant (MBE) (født 12. februar 1988 i Los Angeles, Californien, USA) er en britisk roer og olympisk guldvinder.
Durant vandt guld for Storbritannien i otter ved OL 2016 i Rio de Janeiro. Udover Durant bestod bådens besætning af Tom Ransley, Andrew Triggs Hodge, Matt Gotrel, Pete Reed, Paul Bennett, Matt Langridge, Will Satch og styrmand Hill. Den britiske båd vandt guldmedaljen foran Tyskland og Holland, der tog sølv- og bronzemedaljerne.
Durant vandt desuden en EM-guldmedalje i firer uden styrmand ved EM 2015 i Poznań, Polen, og har desuden vundet flere sølv- og bronzemedaljer ved både VM og EM.

## OL-medaljer
- 2016:  Guld i otter